# Dasciopteryx
Dasciopteryx is een geslacht van vlinders van de familie spanners (Geometridae), uit de onderfamilie Ennominae.

## Soorten
- D. aristophilides Druce, 1893
- D. polymenes Druce, 1893